# Герхардт, Елена
Елена Герхардт (нем. Elena Gerhardt; 11 ноября 1883, Конневиц, Королевство Саксония — 11 января 1961, Лондон) — немецкая певица, меццо-сопрано, исполнительница Lied’ов.

## Биография
В 1900—1904 годах училась в Лейпцигской консерватории. Вместе с Артуром Никишем, директором консерватории, записала несколько первых Lied’ов. В 1905—1906 годах выступала на сцене Лейпцигской оперы. После этого занялась концертной деятельностью, в том числе за рубежом, где она исполняла немецкие песни: в 1906 году впервые выступила в Англии, в 1912 — в США.
После Первой мировой войны продолжила международную карьеру, живя при этом в Лейпциге. В 1932 году вышла замуж за Фритца Коля (Fritz Kohl), директора Лейпцигского радио. Он был арестован через год нацистами, а позднее освобождён, и в 1934 году они эмигрировали в Англию, где она пользовалась популярностью.
Во время Второй мировой войны её популярность увеличилась, она приняла участие в нескольких концертах в Лондонской национальной галерее, организованных Майрой Хесс. После войны продолжала петь — как на концертах, так и на Би-би-си, однако в основном занялась преподаванием, и в 1947 году исполнила последний концерт.

## Исполнение
Постепенно голос Елены превратился из сопрано в меццо-сопрано, позволявшее ей исполнять Lied’ы, в том числе рассчитанные на мужской голос. Например, она успешно исполняла «Зимний путь», а также Feldeinsamkeit И. Брамса и конечные строки Der Lindenbaum’а Шуберта. Исполнение Еленой песен Хуго Вольфа считалось лучшим для своего времени. К старости в её исполнении стало больше мелких технических недостатков, однако это компенсировалось стилем исполнения.